# Kosmos 2495
Kosmos 2495, ruski izviđački satelit za optičko izviđanje (fotografski, vrsta koja se vraća s filmom) iz programa Kosmos. Vrste je Jantar-4K2M (Kobaljt-M br. 564 / (90 L)). 
Lansiran je 6. svibnja 2014. godine u 13:49 s kozmodroma Pljesecka i prvi koji je lansiran s mjesta 43/4, dok su prijašnji Kobaljti lansirani s 16/2. Lansiran je u nisku orbitu oko planeta Zemlje raketom nosačem Sojuz-2.1a. Orbita mu je bila 176 km u perigeju i 284 km u apogeju. Orbitne inklinacije je 81,41°. Spacetrackov kataloški broj je 39732. COSPARova oznaka je 2014-025-A. Zemlju je obilazio u 89,10 minuta. Pri lansiranju bio je mase oko 6700 kg. 
Imao je motor za manevriranje za održavati orbitu. Trebao je ispustiti dva kontejnera izloženog filma na različitim točkama tijekom misije.
Spušten je iz orbite i vratio se na Zemlju 2. rujna 2014. godine. Iz misije je ostalo jedan dio (Blok-I) koji je ostao kružiti u niskoj orbiti pa se vratio u atmosferu. Postojale su dvojne vijesti za javnost o statusu. Podatci koji su izašli bili su proturječni: po jednima srušio se nad teritorijem SAD, a po drugima je spušten s orbite u planiranom režimu.

## Vanjske poveznice
- N2YO.com Search Satellite Database (engl.)
- Celes Trak SATCAT Format Documentation (engl.)
- Kunstman  Arhivirana inačica izvorne stranice od 12. kolovoza 2019. (Wayback Machine) Satellites in Orbit (engl.)